# 莒展
莒展（？—？），己姓，名展舆，為春秋諸侯國莒国君主之一，是莒國第18位君主。在位1年。魯襄公三十一年（前542年）莒犂比公密州暴虐，先立子展輿為太子，既而廢之，展輿遂殺父嗣位，其弟公子去疾投奔母國齊國。魯昭公（前541年）元年秋，公子去疾逐展輿，嗣位，是為莒著丘公。